# 大衛·安利
大衛·查理斯·安利 CM OOnt（1950年6月12日—2023年1月14日），加拿大政治人物和傳媒工作者，2007年-14年間出任第28任安大略省省督，為加拿大聯邦成立以來該省任期第三長的省督。在此之前他曾於多倫多本地電視台Citytv和CP24任職記者和主持。

## 早年和個人生活
安利於安大略省美德蘭出生，三歲時患上小兒麻痹症，導致身體部分癱瘓。為了方便他接受治療，一家遷居大多倫多市士嘉堡（現多倫多市一部分），在當地的西山區定居。經過物理治療後他恢復手部活動，並可在腿部支架或拐杖的協助下步行，但亦使用電動代步車。
他於多倫多大學士嘉堡分校主修政治學，曾任學生會主席，1975年從該校獲取文學士學位。他曾於1976年-77年間就讀於溫莎大學法學院，但未有畢業。
他於1982年與魯絲·安（Ruth Ann）結婚，兩人育有三子。

## 投身傳媒業
安利大學畢業後未能找到全職工作，遂執筆撰寫太空旅行小説《太空梭》（Shuttle: A Shattering Novel of Disaster in Space），1981年出版，1982年獲提名加拿大期刊發行商協會的年度好書。他推廣該本小説期間將自己定位為太空計劃專家，藉此展開廣播事業。他先於多倫多本地電台CFRB AM1010主持每週科學節目，後於1983年轉職加拿大全國新聞電台網絡CKO，再從1984年到1989年間在多倫多本地電視台Citytv任職氣象主播。安利於2004年接受多倫多一間專為殘疾人士服務的就業中介所訪問時憶述：
|  | 當時我跟母親說：“我不知道我應否接受這份工作。我不知道他們（Citytv）是否因為我的殘疾而聘用我。”我母親則說：“你已多次因為你的殘疾而不被錄用，接受這份工作吧！”我想她說得沒錯，而我在Citytv的生涯亦自此展開。 |

Citytv於1989年開播晨間節目《早餐電視》（Breakfast Television），並任安利為該節目首位新聞主播，至1995年為止。安利亦從1994年到1999年擔任該台的教育事務記者，而與Citytv同系的多倫多本地24小時電視新聞頻道CP24於1998年啓播後，安利亦於該台出任新聞主播和節目主持。
安利任職Citytv初期時只得上半身出鏡，但在他要求下鏡頭開始拍攝他的全身，包括他的拐杖或代步工具，他亦成為加拿大首批在電視台幕前工作的殘障人士之一。他於1997年晉身泰瑞·福克斯名人堂，以表揚他為促進殘障人士權益所作出的貢獻。他又從2005年至2007年間擔任安大略省政府轄下無障礙設計標準諮詢委員會主席。

## 出任省督

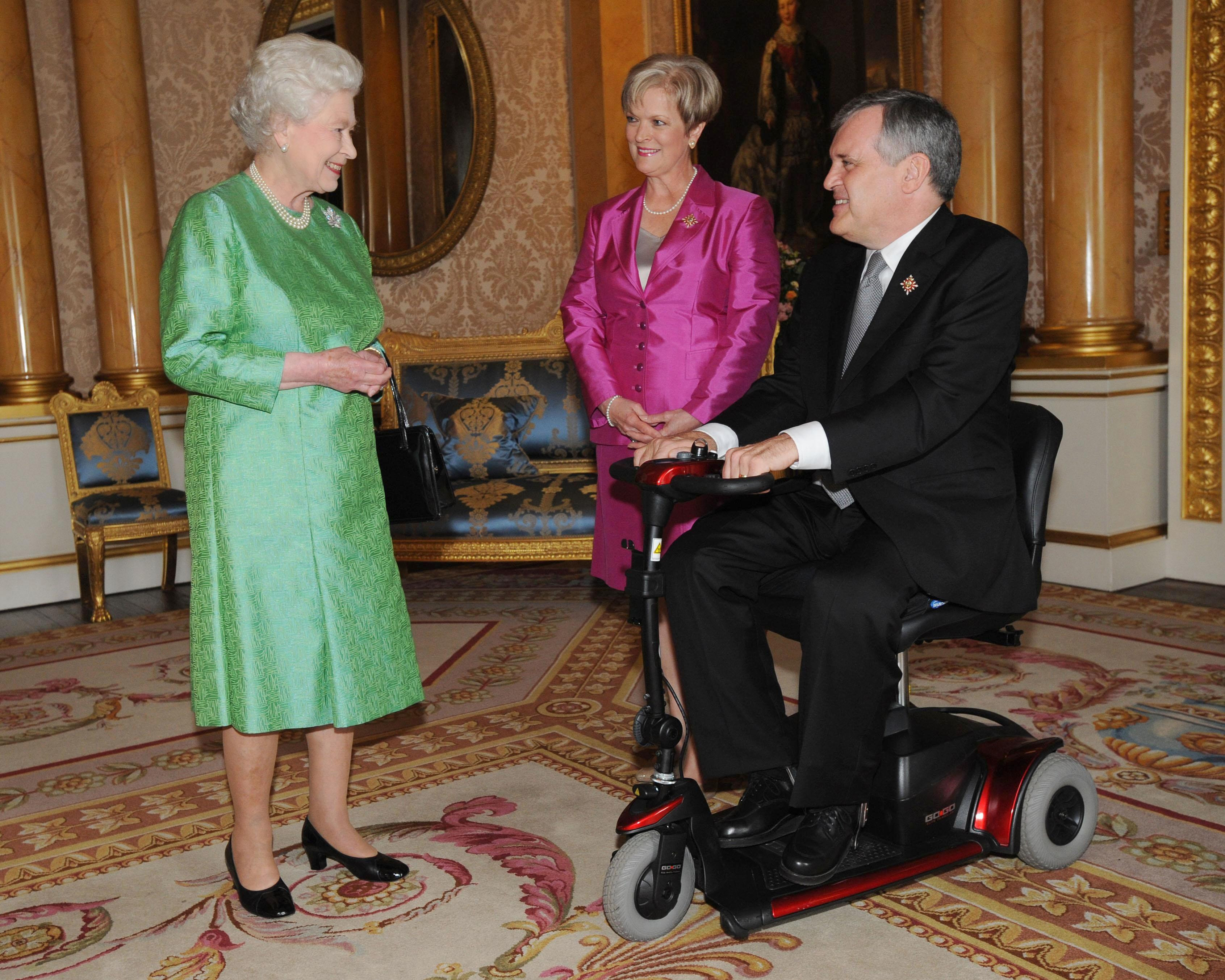
安利及夫人於白金漢宮與女王伊利沙伯二世會面（攝於2008年）

加拿大總理哈珀於2007年7月4日致電安利，通知他獲委任為安大略省省督；該項任命於同月10日對外公佈，而他則於同年9月5日正式宣誓就任。他上任省督後繼續與夫人居於士嘉堡住所；安省是加拿大國内不設省督府第的三個省份之一。
作為首位出任安省省督的殘障人士，安利表示他會利用此平台為省内150萬名殘障省民消除隔閡，以及改善殘障省民的就業情況和居住環境。他又於就職演説中表示會承續上任省督巴特爾曼（James Bartleman）推廣的提升原住民讀寫能力政策，其中一項目標為向安省北部學校内每位學生提供電腦。他於2008年代表加拿大到北京出席殘奧會開幕儀式。
安利於2014年7月3日最後一次向安大略省議會發表御座致辭，同年9月23日正式卸任。他七年任期間出席2550場活動，與會者累計逾一百萬人。

## 晚年生活、去世
安利卸任省督後從2014年10月起於母校多倫多大學士嘉堡分校政治學系出任資深講師，並任該校的殘疾議題特別顧問，以及該校的2015年泛美運動會和2015年泛美殘疾人運動會特別大使。
2018年他獲委任審閱《2005年安大略省殘疾人士暢通易達法令》並舉行公眾諮詢。他於2019年發表報告，指經過諮詢省内殘疾人及家屬後，他憂慮安省將未能達致該法案定下的2025年目標。
2019年末，安利接受大腦掃描後發現在大腦前部長有腫瘤，經手術切除。
他於2023年1月14日在多倫多新寧醫院去世，享年72歲。他的靈柩於同月28日至29日停放於安大略省議會大樓供民眾憑弔，葬禮則於同月30日在多倫多以省級葬禮規格進行，出席者包括在任省督杜德斯威爾和安大略省省長道格·福特。

## 榮譽

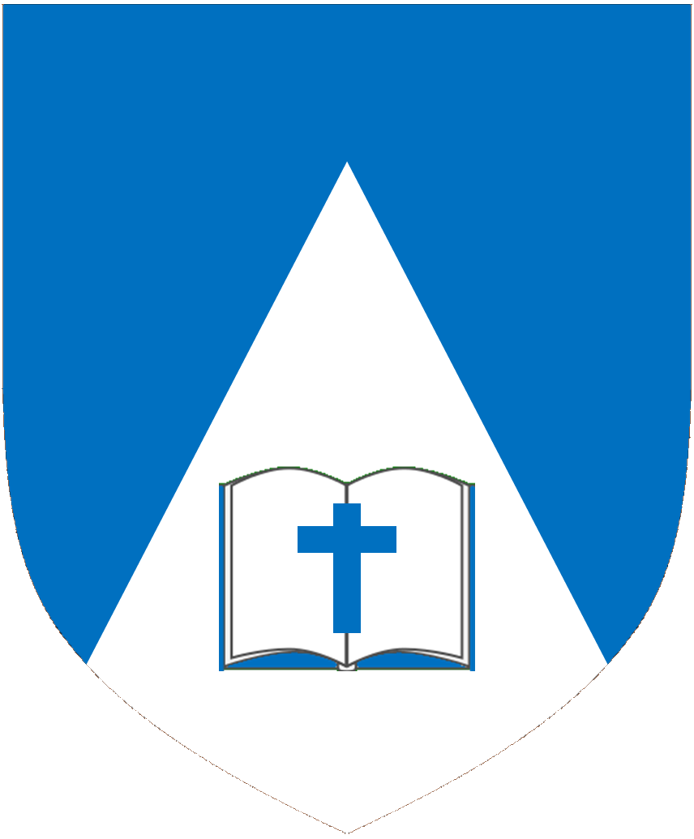
安利的紋章

### 殊勳
| 綬帶 | 勳章                           | 注釋 |
|      | 加拿大員佐勳章（C.M.）         | - 2016年11月18日頒發 - 2017年8月25日敘任                                                                                   |
|      | 聖約翰爵級司令勳章（KStJ）     | - 2007年10月9日頒發 - 安利任職省督期間（2007年至2014年）為最受尊崇的耶路撒冷聖約翰勳章爵級正義司令、和安大略省副司祭（Vice-Prior）。 |
|      | 安大略省勳章（O.Ont.）         | - 2007年頒發 - 安利任職省督期間（2007年至2014年）為安大略省勳章總管（Chancellor）                                                    |
|      | 加拿大聯邦成立125週年紀念勳章  | - 1992年頒發 |
|      | 伊利沙伯二世鑽禧獎章（加拿大） | - 2012年頒發 - 安利任職省督期間在加拿大排名名單之列，遂獲發此勳章。                                                        |

### 名譽學位
| 地區     | 日期   | 院校           | 學位              |
| -------- | ------ | -------------- | ----------------- |
| 安大略省 | 不詳   | 加拿大基督學院 | 法學博士（LL.D）  |
| 安大略省 | 2003年 | 百年理工學院   | 名譽院士          |
| 安大略省 | 2008年 | 漢博貴湖大學   | 法學博士（LL.D）  |
| 安大略省 | 2008年 | 溫莎大學       | 法學博士（LL.D）  |
| 安大略省 | 2008年 | 西安大略大學   | 法學博士（LL.D）  |
| 安大略省 | 2009年 | 尼披盛大學     | 教育博士（Ed.D.） |
| 安大略省 | 2009年 | 多倫多大學     | 法學博士（LL.D）  |
| 安大略省 | 2009年 | 約克大學       | 法學博士（LL.D）  |
| 安大略省 | 2011年 | 卡爾頓大學     | 法學博士（LL.D）  |
| 安大略省 | 2013年 | 上加拿大律師會 | 法學博士（LL.D）  |

### 以他命名的事物
- 安大略省美德蘭：大衛·安利公園[55]

## 著作
- Onley, David. . 1981. ISBN 0-89083-951-4.

### 備註
1. ↑  原文為：「At the time I remember saying to my mother, 'I don't know if I should take this job (at Citytv). I don't know if they're hiring me because I'm disabled.' My mother said, 'You've been turned down enough times because of your disability, so take it!' I thought to myself, 'Damn it, she's right' and that's how my career at Citytv began.」

## 外部連結
- （英文）安大略省省督網站 大衛·安利簡介